# Константин XI Ласкарис
Константин (XI) Ласкарис (греч. Κωνσταντίνος Λάσκαρης; 1170 — 19 марта 1205) — император Византии, номинально правивший 13 апреля 1204 года  до окончательного завоевания Константинополя рыцарями-крестоносцами в этот же день.

## Биография
Константин Ласкарис был старшим сыном византийского дворянина Мануила Ласкариса и Иоанны Карацины
Константин Ласкарис был одним из организаторов обороны Константинополя во время осад 1203 и 1204 годов в ходе четвёртого крестового похода. После того как император Алексей V Дука 12 апреля 1204 бежал из города, когда крестоносцы начали штурм, столичная знать в ночь на 13 апреля выдвинула кандидатами на трон Феодора Дуку и Константина Ласкариса. Константин победил и был провозглашен императором в Софийском соборе, после чего призвал воинов и народ к сражению с латинянами. Однако, поскольку город уже был фактически захвачен, новый император в тот же день сам бежал из Константинополя в Никею.
Не располагая достаточными силами для борьбы с крестоносцами, пытался заручиться поддержкой турок-сельджуков, для чего заключил договор с конийским султаном Кылыч-Арсланом III. Союз этот, впрочем, только обезопасил его тыл, военной же помощи сельджуки не оказали. Осенью 1204 года крестоносцы переправились в Малую Азию и начали завоевание византийских земель. Первый удар они нанесли по владениям брата Константина — Феодора Ласкариса. Пока тот отбивался от захватчиков, Константин отправился на юг, к Феодору Манкафе Филадельфийскому. Этот магнат уже несколько лет, как отложился от империи, и имел в своем распоряжении значительное войско.
Объединившись с Феодором Манкафой, Константин двинулся против Генриха Фландрского, захватившего Адрамиттий, но в сражении у стен этого города 19 марта 1205 года союзники были разбиты. Считается, что Константин Ласкарис погиб в этом бою, поскольку больше он в источниках не упоминается, однако, есть предположение, что он остался жив, подчинился своему брату Феодору, и погиб в 1212 году при обороне Лентианы.
Поскольку Константин, как утверждает Никита Хониат, не был официально коронован, то некоторые историки не признают его византийским императором. Хотя в старой литературе Константин XI Драгаш считается Константином XII.